# ليكس باركر
ليكس باركر (بالإنجليزية: Lex Barker)‏ مواليد 8 مايو 1919 في ري، الولايات المتحدة - الوفاة 11 مايو 1973 في نيويورك، نيويورك، الولايات المتحدة، هو ممثل أمريكي بدأ مسيرته الفنية سنة 1945. امتدت مسيرته الفنية لأكثر من 25 عاما. أشهر دور لعبه هو شخصية طرزان.

## الأعمال
- تبادل إطلاق النار (1947) (بدور: هاري)
- لا دولشي فيتا (1960) (بدور: روبرت)

## روابط خارجية
- ليكس باركر على موقع IMDb (الإنجليزية)
- ليكس باركر على موقع روتن توميتوز (الإنجليزية)
- ليكس باركر على موقع مونزينجر (الألمانية)
- ليكس باركر على موقع ألو سيني (الفرنسية)
- ليكس باركر على موقع ميوزك برينز (الإنجليزية)
- ليكس باركر على موقع تيرنر كلاسيك موفيز (الإنجليزية)
- ليكس باركر على موقع أول موفي (الإنجليزية)
- ليكس باركر على موقع قاعدة بيانات الأفلام السويدية (السويدية)
- ليكس باركر على موقع إن إن دي بي (الإنجليزية)
- ليكس باركر على موقع ديسكوغز (الإنجليزية)